# Destino Imortal
Destino Imortal é uma minissérie de quatro episódios produzida pela TVI, cuja história se desenrola num universo vampírico. Estreou a 24 de Janeiro de 2010, e foi sempre para o ar aos domingos ao fim da tarde. Em cada domingo eram dois episódios, durante três semanas, ou seja, nos dias 24 e 31 de Janeiro e no dia 7 de Fevereiro de 2010.
O argumento é de Artur Ribeiro e Catarina Silva, e os realizadores são António Borges Correia, José Manuel Fernandes e Artur Ribeiro. Foi reposta no +TVI e mais recentemente na TVI Ficção.
Gravada no Mosteiro de S.Dinis em Odivelas, nas instalações do actual Instituto de Odivelas.

## Sipnose
Miguel (Pedro Barroso) sofre um acidente de carro juntamente com a sua mãe; esta falece, mas o rapaz, miraculosamente, escapa sem ferimentos. Como seu pai faleceu antes do seu nascimento, irá viver com a  avó materna em Sintra, onde reencontra Carlos (Pedro Caeiro), o seu melhor amigo de infância. Uma vez que irá viver com a avó de forma permanente pede transferência para a universidade local, mais concretamente para o Curso Superior de História.
No seu primeiro dia de aulas (a meio do semestre)antes de entrar para a aula de História Medieval, Miguel pressente a chegada de alguém. Uma rapariga caminha na sua direcção e seus olhares imediatamente cruzam-se,enquanto esta entra para a sua sala. O seu nome é Sofia (Catarina Wallenstein). Miguel e Sofia sentem imediatamente uma atracção explosiva e avassaladora. A presença de Sofia despertará também em Miguel capacidades que este desconhecia, tanto física como mentalmente.
Embora o desconheçam, os destinos de Miguel e Sofia encontram-se interligados. Sofia é uma vampira, pertencente à família de Hector (Rogério Samora), de Lídia (Maria João Luís) e da provocadora Valentina (Evelina Pereira). Sofia não é uma mera vampira; é o próximo passo na evolução da espécie, pois é a única imune à luz solar. Por este motivo é protegida por Hector e Lídia, invejada por Valentina e cobiçada pelo criador de Hector, o mortífero Victor (Jorge Corrula).Tal como Sofia, também Miguel não é um mero humano, o primeiro episódio sugere-nos que será o filho do vampiro Charles com uma humana, o que faz dele dampiro e consequentemente, confere-lhe poderes contra os vampiros. Isto explica-se pelo facto de os vampiros herdarem os poderes dos vampiros, mas nenhuma das suas fraquezas.

## Ficha técnica
- Autoria: Artur Ribeiro e Cristina Silva
- Realização: António Borges Correia, José Manuel Fernandes e Artur Ribeiro
- Produtora: Plural Portugal
- Direcção de Actores: Maria Henrique
- Efeitos Especiais: Ricardo Reynaud
- Duplos: João Gaspar
- Esgrima/Lutas: Miguel Andrade Gomes

## Elenco
O elenco principal desta série é :
- Pedro Barroso - Miguel Nabuco
- Catarina Wallenstein - Sofia Wagner
- Daniela González - Beatriz Wagner
- Pedro Caeiro - Carlos
- Jorge Corrula - Victor
- Filipe Crawford - Professor Lopes
- Maria d'Aires - Julieta
- Duarte Gomes - Gonçalo
- Catarina Gouveia - Carolina
- Eurico Lopes - Faustino
- Maria João Luís - Lídia
- Gracinda Nave - Professora Regina
- Evelina Pereira - Valentina
- Rogério Samora - Hector Bettencourt
- Rodrigo Saraiva - Luís
- Jorge Silva - Comandante Hilário
- Amélia Videira - Antónia

### Elenco adicional
- Francisco Macau - Viegas
- Simão Biernat - João
- Joana Palet - Filipa
- Emanuel Arada - Lúcio Loureiro
- Pedro Rodil - Tosso
- Philippe Leroux - Inspector Tiago Varte
- Wagner Borges (ator) -
- José Neto - Inspector Samuel Martins

## Episódios
- 1 e 2: 24 de Janeiro de 2010
- 3 e 4: 31 de Janeiro de 2010
- 5 e 6: 7 de Fevereiro de 2010